# Бирбек
Бирбек (нидерл. Bierbeek) — коммуна в Центральной Бельгии, провинция Фламандский Брабант.
Расположена к юго-востоку от города Лёвен .
Муниципалитет создан в 1977 году путём слияния деревень - Бирбек, Корбек-Ло, Ловенджоэль и Опвелп.
Общая площадь составляет 39,97 км². На 1.01. 2022 года здесь проживали 10 277 человек. Плотность населения 263,75 человека на км².

## Известные уроженцы
- Рулантс, Гастон – бельгийский легкоатлет, олимпийский чемпион и чемпион Европы; знаменосец сборной Бельгии на летних Олимпийских играх 1964, 1968, 1972 и 1976 годов.